# Sydney Chapman
Sydney Chapman (Mánchester, Reino Unido, 29 de enero de 1888-Boulder, Estados Unidos, 16 de junio de 1970) fue un matemático y geofísico angloestadounidense.

## Biografía
Estudió en el Royal Technical Institute de Salford (hoy en día la Universidad de Salford) y en las universidades de Mánchester y de Cambridge donde se especializó en matemática.
Como parte de su carrera académica, Chapman ocupó la Cátedra Beyer de Matemáticas Aplicadas de la Universidad Victoria de Mánchester desde 1919 a 1924. Fue posteriormente miembro de la facultad en la Universidad de Oxford.
Sus logros más famosos en matemática incluyen el campo de los procesos estocásticos (aleatorios), especialmente el proceso de Markov. En su estudio de los mismos y de sus generalizaciones, Chapman y el ruso Andrey Kolmogorov desarrollaron independientemente el conjunto fundamental de igualdades conocido como ecuación de Chapman-Kolmogorov.
En su vida profesional, además de matemático fue astrónomo, físico atmosférico y geofísico. Fue profesor en el Queen's College de Oxford. En 1934 ganó la Medalla Royal, en 1944 la Medalla De Morgan, en 1949 la Medalla de oro de la Real Sociedad Astronómica y en 1964 ganó la Medalla Copley de la Royal Society. Se le acredita haber descubierto en 1930 los mecanismos de formación de la capa de ozono.
En lugar de continuar su trabajo en la Universidad de Oxford hasta su jubilación, Chapman lo abandonó prematuramente para probar nuevas oportunidades investigadoras y educativas por todo el mundo, incluyendo la Universidad de Alaska y la Universidad de Colorado, pero también en Estambul, El Cairo, Praga y Tokio. Murió en Boulder, Colorado en 1970, a los 82 años.
Tuvo frecuentes relaciones con geofísicos alemanes como Ludwig Biermann, Hans Ertel, Gerhard Fanselau, Adolf Schmidt y, especialmente, Julius Bartels. Chapman visitó Alemania por ser miembro de la “Leopoldina” (Academia Alemana de Ciencias Naturales). Wilfried Schröder escribió un comentario sobre las relaciones de Chapman con esos científicos alemanes en su libro "§ Beiträge zur Geschichte der Geophysik und Kosmischen Physik", 2008, Volume 6.

## Reconocimientos
- El edificio Sydney Chapman de la Universidad de Alaska Fairbanks se llama así en su honor y es la sede permanente del Instituto Geofísico.
- El cráter lunar Chapman lleva este nombre en su honor.